# Содре, Висенте

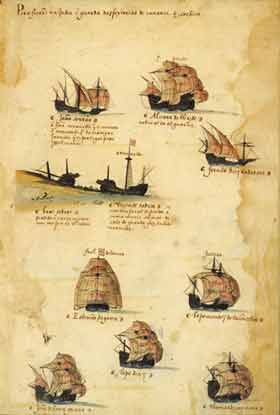
4-я Индийская армада, корабли Отряда 2 Висенте Содре и корабли Отряда 3 Эштевана да Гама(Из книги Livro de Lisuarte de Abreu)

Висенте Содре (порт. Vicente Sodré, 1465 — 30 апреля 1503) — португальский вице-адмирал, командующий первым португальским морским патрулированием в Индийском океане времён Великих географических открытий, дядя мореплавателя Васко да Гама. Рыцарь Ордена Христа. Участвовал в походе 4-й Индийской армады Португалии.

## Происхождение
Висенте Содре родился в семье Жуана Содре (порт. João Sodré), известного также как Жуан ди Ресенде (порт. João de Resende), и Изабели Серран (порт. Isabel Serrão). Известная и уважаемая в Португалии, семья Содре имела английское происхождение, ведя свою родословную от рыцаря Фредерика Садли (англ. Frederick Sudley) из Глостершира, который сопровождал герцога Эдмунда Лэнгли в поездке в Португалию в 1381 году.
Брат Висенте — Браш Содре (порт. Brás Sodré) тоже принимал участие в походе 4-й Индийской армады Португалии в качестве капитана корабля. Сестра Висенте — Изабель Содре (порт. Isabel Sodré) — вышла замуж за Эштевана да Гама, у пары родился сын — Васко да Гама.
Надо сказать, что в отличие от семьи Содре, служившей Ордену Христа, семья да Гама поддерживала другой рыцарский орден — Орден Сантьяго.

## Ранние годы
Юношей Висенте Содре присоединился к рыцарскому Ордену Христа, где дослужился до звания Командора. Известно, что в 1494 году магистр ордена послал Висенте на остров Мадейра, принадлежащий ордену, с инспекцией строительства крепости в городе Фуншал. После того как Мануэл I стал королём в 1495 году, Висенте стал рыцарем при королевском дворе. В 1501 году Висенте сменил своего родственника Дуарте Содре на должности алкайда в городе Томар — центре Ордена Христа в Португалии.

## Плавание в Индию (1502 год)
В 1502 году Висенте Содре был назначен королём Мануэлем I «Командующим судоходством в Индийском океане» (порт. Capitão-mor do Mar da Índia, в португальском языке слово mar также имеет значение «океан») в составе морской экспедиции в Индию 1502 года. Висенте получил именной королевский приказ (порт. regimento), предписывающий патрулировать Аравийское море, блокируя торговлю мусульман Ближнего Востока с Индией. 
Ещё до отплытия у Висенте произошёл конфликт с Педру Алвариш Кабралом, назначенным командующим 4-й Индийской армады Португалии. Кабрал требовал полного подчинения ему отряда Висенте Содре. В спор военачальников вынужден был вмешаться король Мануэл I, который принял сторону Висенте. Кабрал в гневе отказался возглавить экспедицию, и начальником 4-й Индийской армады стал Васко да Гама. По королевскому приказу, Васко да Гама становился абсолютным командиром плавания до берегов Индии, где Висенте Содре уже получал самостоятельность над своим отдельным отрядом в 5 кораблей. В задачи не очень большого отряда Висенте Содре входило обеспечение постоянного присутствия португальцев в Аравийском море и контроль морской торговли с Индией.
4-я Индийская армада отплыла из Лиссабона в феврале 1502 года. К сентябрю 1502 года флотилия приплыла в Индию не потеряв ни одного корабля. Кроме чисто торговых целей флотилии —закупки специй, экспедиции предстояло наказать заморина Каликута за военные действия против фактории португальцев и против флотилии Кабрала двумя годами ранее. Также предстояло поддержать раджу  Каннанура — союзника португальцев — в его конфликте с Каликутом.
С именем Висенте Содре связан печально известный эпизод в Каннануре с мусульманским купцом по имени Мехмед Маркар (порт. Mayimama Mārakkār), описанный португальским историком Гаспаром Коррейра. Мехмед Маркар, влиятельный и уважаемый в регионе купец, загрузил свой корабль товарами в Каннануре, и собирался отплыть, не заплатив по мнению таможни Каннанура всей пошлины. Висенте принудил его заплатить, а когда Мехмед неосторожно выразил своё недовольство, решил его наказать. Португальцы схватили Мехмеда, привязали к столбу, избили до полусмерти плетьми, после чего набили ему рот свининой и оставили умирать под жарким солнцем. Мехмед Маркар выжил и стал заклятым врагом португальцев. В качестве посла заморина он вернулся в Каир организовывать антипортугальскую коалицию. Гаспар Коррейра считает, что свидетельства Мехмеда перед лицом мамлюкского султана Кансух аль-Гаури убедили того принять решительные меры против португальцев.

## Патрулирование в Индийском океане (1503 год)
В феврале 1503 года Васко да Гама с большинством кораблей флотилии отплыл из Индии обратно в Португалию. Висенте Содре остался с отрядом из 5 (или 6) кораблей осуществлять патрулирование Индийского океана. Васко да Гама поставил Висенте задачу патрулировать Малабарский берег, защищая португальских союзников Каннанур и Кочин от Каликута. Но как только Васко да Гама отплыл, Висенте, ссылаясь на именной королевский приказ, отдал команду отплыть к Красному морю. Фактории Каннанура и Кочина запротестовали, указывая на подготовку заморина Каликута к атаке союзников португальцев, два капитана кораблей оставшейся флотилии отказались выполнять приказы Висенте Содре, но он сместил мятежных капитанов, и отплыл по направлению к Красному морю.
Как и предсказывалось, в марте заморин во главе 50 000 армии напал на Кочин, захватил и сжёг город. Оставшиеся в живых португальцы фактории вместе с раджой Кочина сумели сбежать на соседний остров, и дождаться следующей флотилии португальцев .
Висенте Содре в это время отплыл сначала на север в Гуджарат, где захватил богатый корабль из Чаула. После чего флотилия направилась в Аденский залив. Португальцы стали патрулировать выход из Красного моря, очень скоро они перехватили 5 арабских торговых кораблей. Здесь возникли разногласия между капитанами португальских кораблей. Капитаны обвинили Висенте и его брата Браша в том. что они присвоили всю добычу с арабских кораблей, ничего не выделяя экипажам, и даже не оставляя королевской доли в 20%. 
Где-то в районе 20 апреля 1503 года корабли бросили якоря на островах Куриа-Муриа в Аравийском море. Местные жители предупредили португальцев, что начинается большой шторм, 4 капитана перевели корабли на безопасный южный берег островов, но Висенте и Браш остались в зоне шторма. Португальские историки предполагают, что корабли разделились в результате продолжающейся ссоры капитанов. Сильнейший шторм начался, как и предсказывали, 30 апреля. Корабли Висенте и Браша затонули, корабли на южной стороне островов не пострадали. 4 корабля под руководством выбранного командира Перу ди Атаида (порт. Pêro de Ataíder) вернулись к Малабарскому берегу продолжать патрулирование.
Атаида в феврале 1504 года предоставил королю отчёт, в котором возложил ответственность за ошибки флотилии на Браша Содре. Атаида указывает, что Висенте погиб во время кораблекрушения, но Браш Содре спасся.  Браш обвинил в крушении арабских лоцманов и казнил их на берегу Куриа-Муриа. Атаида не написал, что в итоге произошло с Брашем Содре.

## После смерти
Несмотря на довольно прощающую оценку деятельности Висенте Содре, данную Перу ди Атаида, португальские историки XVI века негативно описывают его миссию. На него возлагают всю вину за оставление на произвол судьбы союзников Португалии, и в первую очередь Кочин, захваченный, разграбленный и сожжённый заморином Каликута. Последующим экспедициям пришлось очень тяжело завоевывать доверие индийских союзников. Известно, что король Мануэл I в 1508 году отзывался о Висенте Содре как о нанёсшем большой урон короне.
У Висенте Содре остался сын от Изабель Фернандес (порт. Isabel Fernandes) — Фернан Содре (порт. Fernão Sodré), который специальным указом короля был признан официальным наследником Висенте. Впоследствии, Фернан Содре служил португальским губернатором Ормуза. Симан Содре (порт. Simão Sodré), единственный сын Браша Содре, служил капитаном в Индии.
Иногда можно встретить ошибочное суждение, что станция метро и вокзал Кайш-ду-Содрэ в Лиссабоне на берегу реки Тежу названы в честь Висенте Содре. На самом деле они названы в честь Дуарте Содре.

## Исследование останков кораблей Висенте и Браша Содре
Останки кораблей Висенте и Браша Содре были обнаружены в 1998 году компанией «Блу Уотер Рекаверис Лтд» (англ. Blue Water Recoveries Ltd)). С разрешения правительства Омана (в территориальных водах которого они были найдены), компания провела исследование останков кораблей и подняла часть предметов, включая пушки и ядра. К началу XXI века это, похоже, самые древние когда либо найденные останки колониальных кораблей.

## Комментарии
1. ↑   Двоюродный племянник Васко да Гама, не путать с отцом Васко да Гама, которого тоже звали Эштеван да Гама. (Одного из сыновей Васко да Гама также звали Эштеван да Гама)